# 神峪河站
神峪河站是位于甘肃省平凉市华亭市神峪回族乡的一个铁路车站，邮政编码744102。车站建于1995年，有宝中铁路经过该站，现办理客货运业务，车站及其上下行区间均已电气化。车站距离宝鸡站140公里，隶属西安铁路局，是四等站。